# Георг Рудолф (Легница)
Георг Рудолф фон Легница (на немски: Georg Rudolf von Liegnitz; на полски: Jerzy Rudolf Legnicki; * 22 януари 1595, Олава; † 14 януари 1653, Бреслау) от силезийските Пясти, е херцог на Силезия-Легница (1602 – 1653), оберландесхауптман на Силезия (1621 – 1628).

## Живот
Син е на херцог Йоахим Фридрих фон Силезия-Бриг (1548 – 1602) и принцеса Анна Мария фон Анхалт (1561 – 1605), дъщеря на княз Йоахим Ернст фон Анхалт (1536 – 1586). По-големият му брат е Йохан Кристиан (1591 – 1639).
След смъртта на баща му през 1602 г., според завещанието му от 15 декември 1595 г., майка му Анна Мария поема опекунството и регентството за малолетните си деца и след нейната смърт през 1605 г. на чичо му херцог Карл II фон Мюнстерберг-Оелс, зет на баща му. Той е възпитаван в неговия двор в Оелс (Олешница).
През 1611 г. двамата братя разделят наследството. Георг Рудолф получава Лигница и Волау и е още под опекунството на чичо му херцог Карл II. От юни 1611 до март 1612 г. Георг Рудолф следва в университета във Франкфурт на Одер.
Георг Рудолф се жени на 4 ноември 1614 г. в Десау за братовчедката си София Елизабет (* 10 февруари 1589, Десау; † 9 февруари 1622, Легница), най-възрастната дъщеря на княз Йохан Георг I фон Анхалт-Десау (1567 – 1618) и първата му съпруга Доротея фон Мансфелд-Арнщайн (1561 – 1594). За сватбата им се пише книга. Те нямат деца. 
Георг Рудолф е композитор и поет, помага на музиката и литературата. Още като млад той основава наречената на него „библиотека Рудолфиана“ в Лигница, на която подарява много книги, донесени от него от пътуванията му през 1614 г. От 1622 г. той е член на литературното общество Fruchtbringenden Gesellschaft.
Останал вдовец през 1622 г. Георг Рудолф се жени втори път на 25 ноември 1624 г. за принцеса Елизабет Магдалена фон Мюнстерберг-Оелс (* 29 май 1599, Оелс; † 4 ноември 1631, Проховице), дъщеря на чичо му херцог Карл II от Мюнстерберг от род Подебради (1545 – 1617) и втората му съпруга Елизабет Магдалена от Силезия-Лигница (1562 – 1630). И този брак остава бездетен.
Георг Рудолф умира на 14 януари 1653 г. и е погребан на 14 май същата година в църквата „Св. Йоханис“ в Лигница.